# تفنگ پیچه‌ای

یک دیاگرام ساده از نحوه عملکرد کویلگان

یک تفنگ پیچه‌ای یا کویل‌گان (انگلیسی: Coilgun) یا تفنگ گاوس نوعی شتاب‌دهنده پرتابه است که شامل یک یا چند سیم‌پیچ است که به عنوان الکترومغناطیسی در پیکربندی یک موتور خطی استفاده می‌شود که یک پرتابه فرومغناطیسی یا هادی را با سرعت بالا شتاب می‌دهد. در تقریباً تمام ساختارهای تفنگ پیچه‌ای، پیچه‌ها (کویل‌ها) و لوله اسلحه در یک محور مشترک قرار گرفته‌اند. نام «گاوس» به خاطر کارل فریدریش گاوس است که توصیف ریاضی از اثر مغناطیسی استفاده شده توسط توپهای شتاب‌دهنده مغناطیسی را توصیف کرد.
تفنگ‌های پیچه‌ای معمولاً از یک یا چند کویل در امتداد یک لوله تشکیل شده‌است، بنابراین مسیر پرتابه شتاب‌دهنده در امتداد محور مرکزی کویل قرار دارد. کویل‌ها دقیقاً به ترتیب روشن و خاموش می‌شوند و باعث می‌شود که پرتابه از طریق نیروی مغناطیسی به سرعت در امتداد لوله شتاب بگیرد.